# Starstreak
Starstreak ([’sta:stri:k], укр. «Старстрік», буквально зоряний слід) — британський переносний зенітно-ракетний комплекс. Також позначають Starstreak HVM (від скор. англ. High Velocity Missile — високошвидкісна ракета). В 1997 році прийнята на озброєння британської армії.
Після пуску та розгону ракети до швидкості понад 3 Махів, відбувається відділення трьох суббоєприпасів, які напівавтоматично наводяться за принципом «лазерної стежки» (англ. SACLOS beam-riding). Використання в бойовій частині трьох вольфрамових субелементів, кожен з яких має свою уламкову бойову частину, збільшує імовірність успішного ураження цілі.

## Тактико-технічні характеристики
- Довжина ракети: 1,39 м
- Діаметр корпусу: 0,13 м
- Розмах крила: 0,27 м
- Маса ракети: 14 кг[1]
- Максимальна швидкість: ~3,5 M
- Дальність дії: 300-7000 м
- Час польоту: 8 с

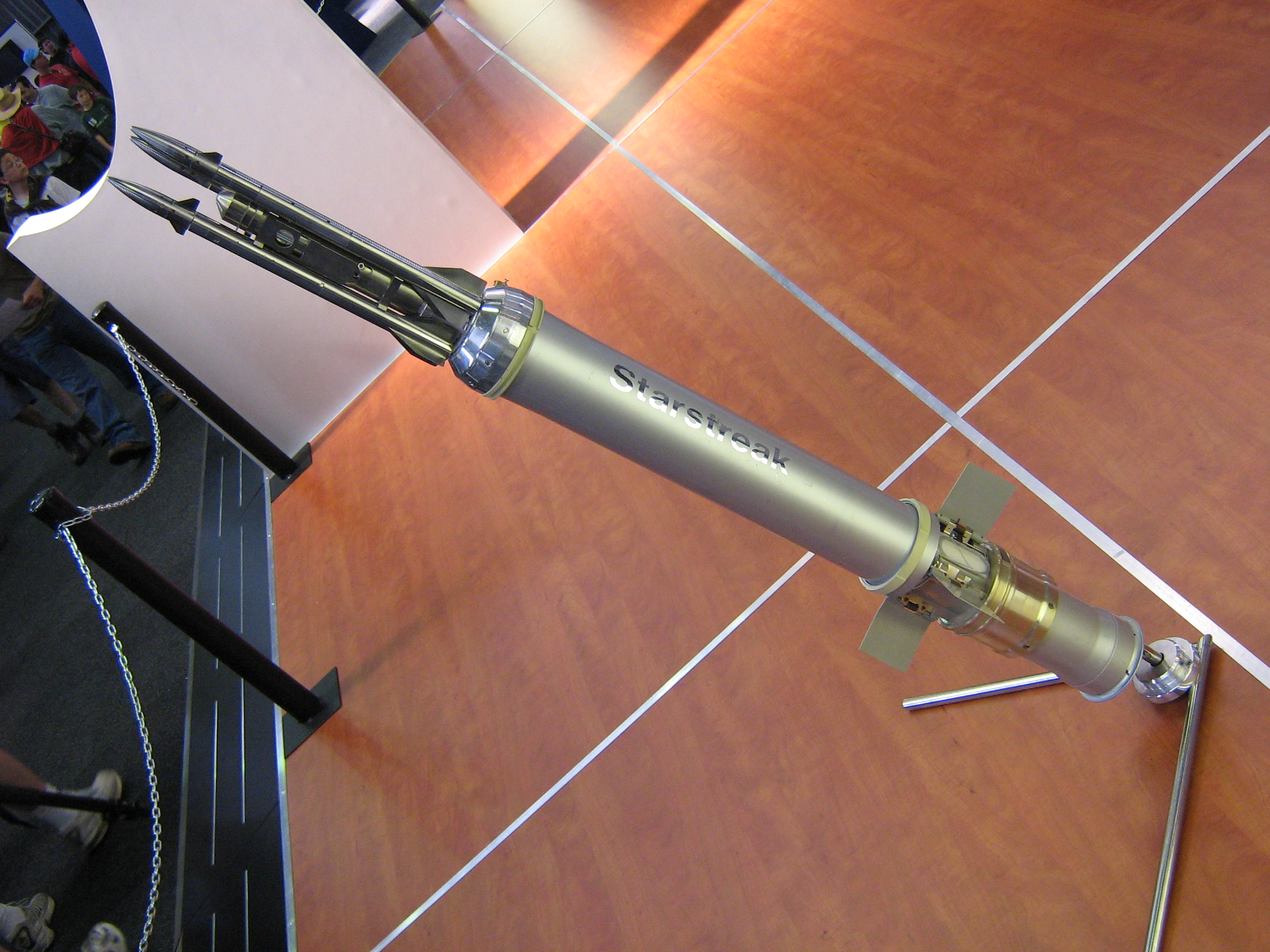
Ракета Starstreak на виставці Africa Aerospace & Defence, вересень 2006.

- Бойова частина: три вольфрамові субелементи (так звані «дротики») масою ~900 г кожен, що мають уламкові БЧ, з ~450 г вибухівки.[2]

## Варіанти
- ATASK («повітря — повітря» Starstreak): Для використання з гелікоптера. Розроблено в поєднанні з електронікою McDonnell-Douglas та Lockheed-Martin у період з 1995 по 1998 рік спеціально для використання з AH-64 Apache. На озброєння не надійшов.
- LML: Випускається з легкої багаторазової пускової установки (LML), яка містить три ракети, готові до стрільби, і може використовуватися як стаціонарний пусковий блок або встановлений на легкий транспортний засіб, такий як Land Rover або HMMWV (Humvee) .
- Seastreak для військово-морського використання — кріплення, подібне до LML, але містить 6 або 24 ракети.
- Самохідний (SP) HVM: Розміщений на Alvis Stormer AFV, з восьмизарядною пусковою установкою з внутрішнім місцем зберігання ще 8 ракет. Це найпоширеніший варіант.
- Starstreak Avenger: Створена відповідно до вимог армії США на початку 1990-х років, ця система інтегрувала ракету Starstreak в автомобіль Boeing Avenger, замінивши 1 капсулу ракет Stinger на 1 капсулу з 4 Starstreak і відповідно змінивши систему управління вогнем.
- Starstreak Mark II: покращена Starstreak.
- THOR/Multi Mission System (MMS): Чотириракетна вежа, встановлена на позашляховому шасі Pinzgauer (6×6)[3], представлена Thales в 2005 році[4].
- RapidRanger — Пускова установка RapidRanger на автомобілі URO VAMTAC.

### Stormer HVM

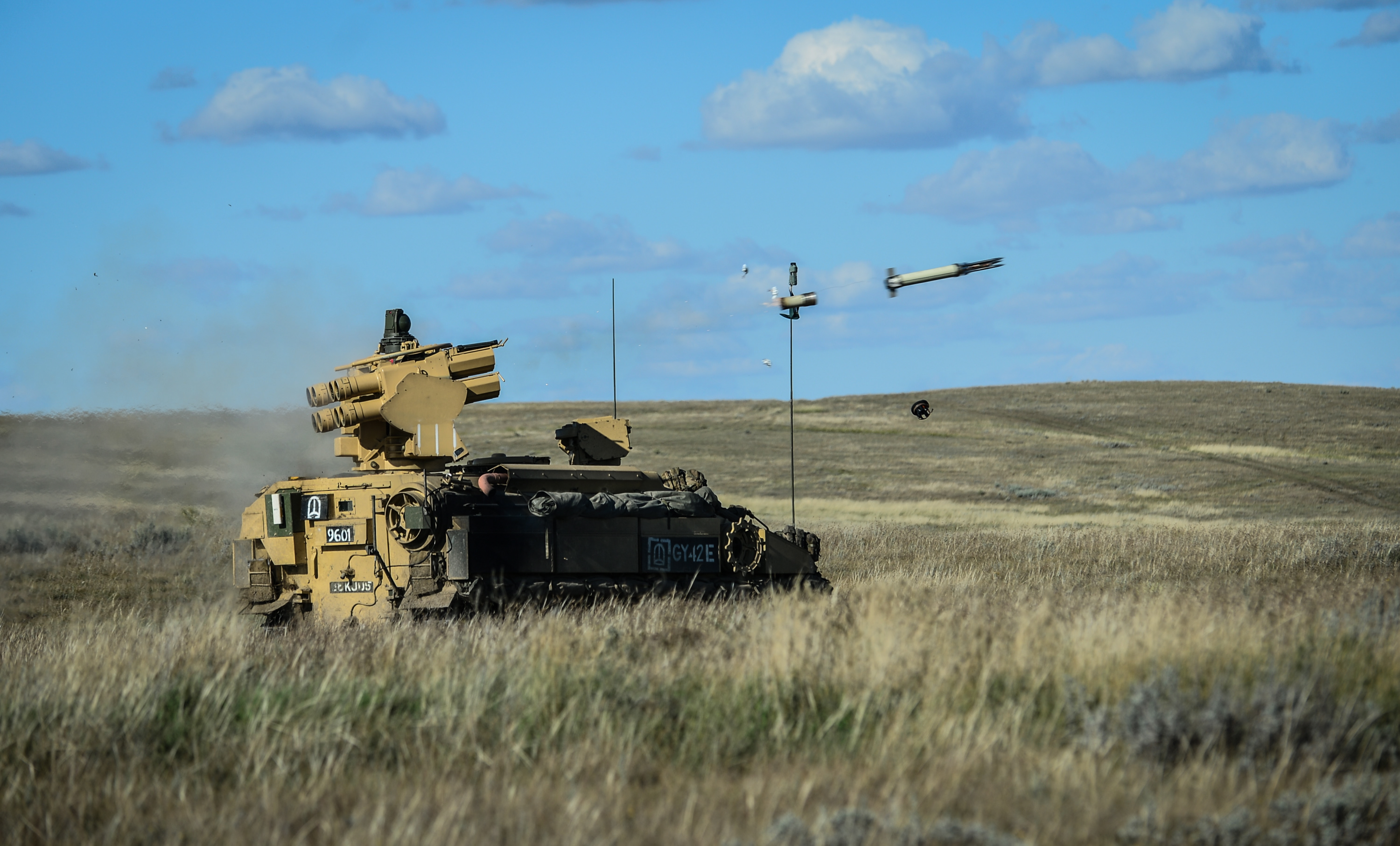
Alvis Stormer (HVM SP) стріляє Starstreak в 2014

Комплекс встановлено на шасі Alvis Stormer.
Може знищувати повітряні цілі на висоті до 7 км, та на відстані до 7 км. Але при цьому дальність виявлення повітряної цілі типу «літак» може складати до 18 км, дальність виявлення повітряної цілі типу «вертоліт» — до 8 км.
ЗРК Stormer HVM має боєзапас в 12 ракет Starstreak, окрім 8 ракет безпосередньо в пускових установках.
з восьмизарядною пусковою установкою з внутрішнім місцем зберігання ще 8 ракет. Це найпоширеніший варіант.

## Бойове застосування

### Російсько-українська війна
Україна отримала ПЗРК Starstreak від Великої Британії як матеріально-технічну допомогу для відбиття російської навали.
1 квітня 2022 року в мережі Інтернет з'явилось відео, на якому було показано знищення одного Мі-28Н російських загарбників. Це сталось неподалік Попасної в Луганській області. Пара вертольотів виконувала стрільбу некерованими ракетами з кабрування (так званий «танок страху»).
На відео добре видно, що перший вертоліт — Ка-52 відстрілює НУРСи, потім аналогічний маневр повторює Мі-28Н, який попри відстрілювання теплових пасток все-таки отримує ракетою під хвостову балку внаслідок чого хвостова частина відокремилась від основної частини корпусу й він майже одразу впав на землю.
За твердженням низки британських ЗМІ в даному випадку вертоліт був збитий британським ПЗРК Starstreak. Цілком імовірно, цей випадок став бойовим хрещенням для британського ПЗРК. За даними ЗМІ, на той момент ПЗРК Starstreak перебували на озброєнні українських військових в зоні бойових дій вже близько тижня. На думку журналістів та опитаних ними фахівців на поширеному відео видно, що хвостову балку перебито саме вольфрамовими дротиками зенітної ракети цього ПЗРК.

## Оператори

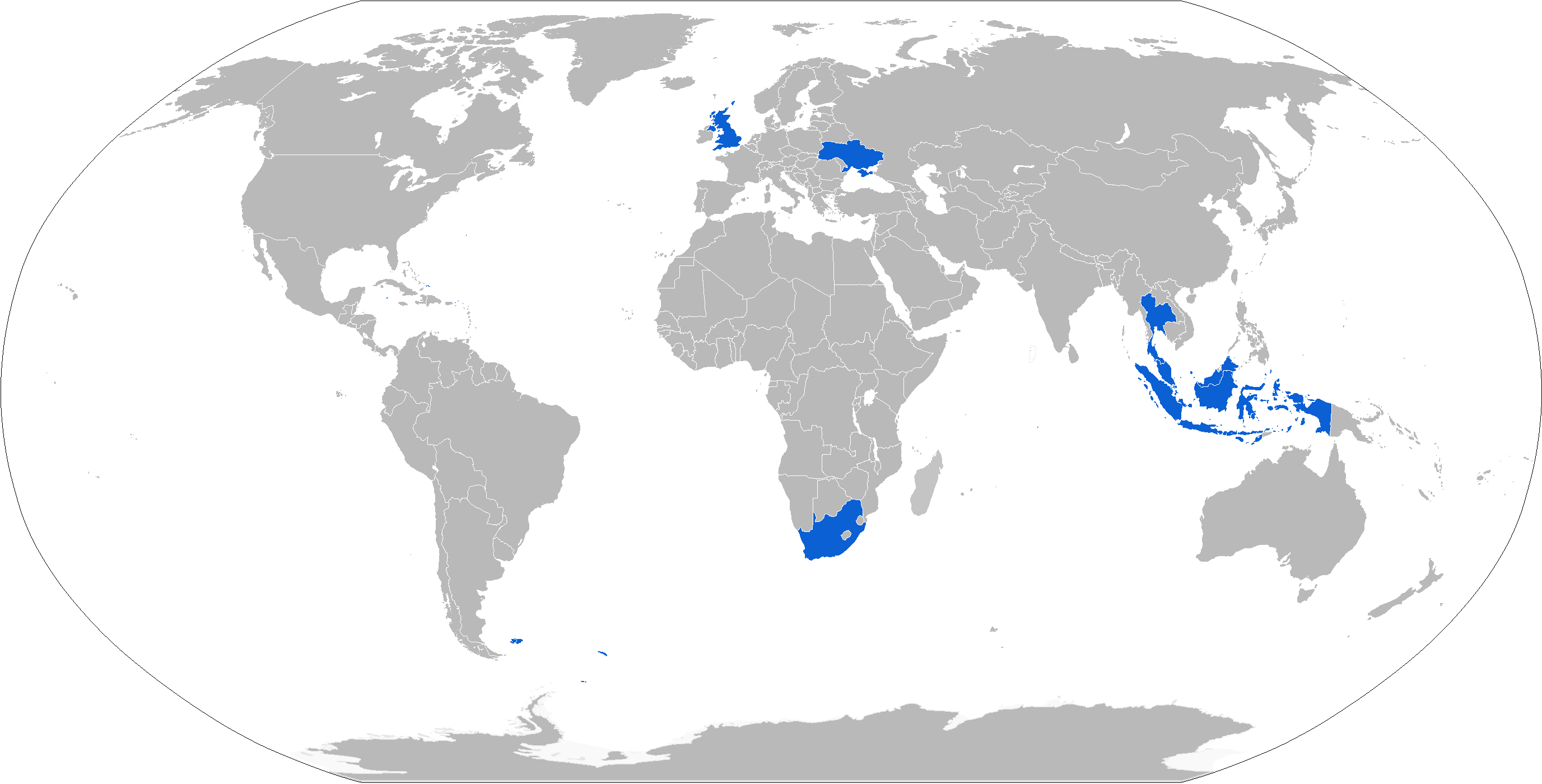
Карта операторів Starstreak

Велика Британія
- HVM SP — орієнтовно 40 систем.
- HVM LML — орієнтовно 16 систем.

 ПАР
- LML — 8 LML пускових систем.

 Таїланд
- замовлено в 2012.

 Індонезія
- в січні 2014 року укладено контракт на оснащення п'яти батарей ракетами Starstreak.

 Малайзія
- У липні 2015 року замовив нерозкриту кількість LML та транспортних варіантів.

 Україна
- 9 березня 2022 року, на тлі російського вторгнення в Україну, стало відомо про поставки комплексів Старстрік в Україну.

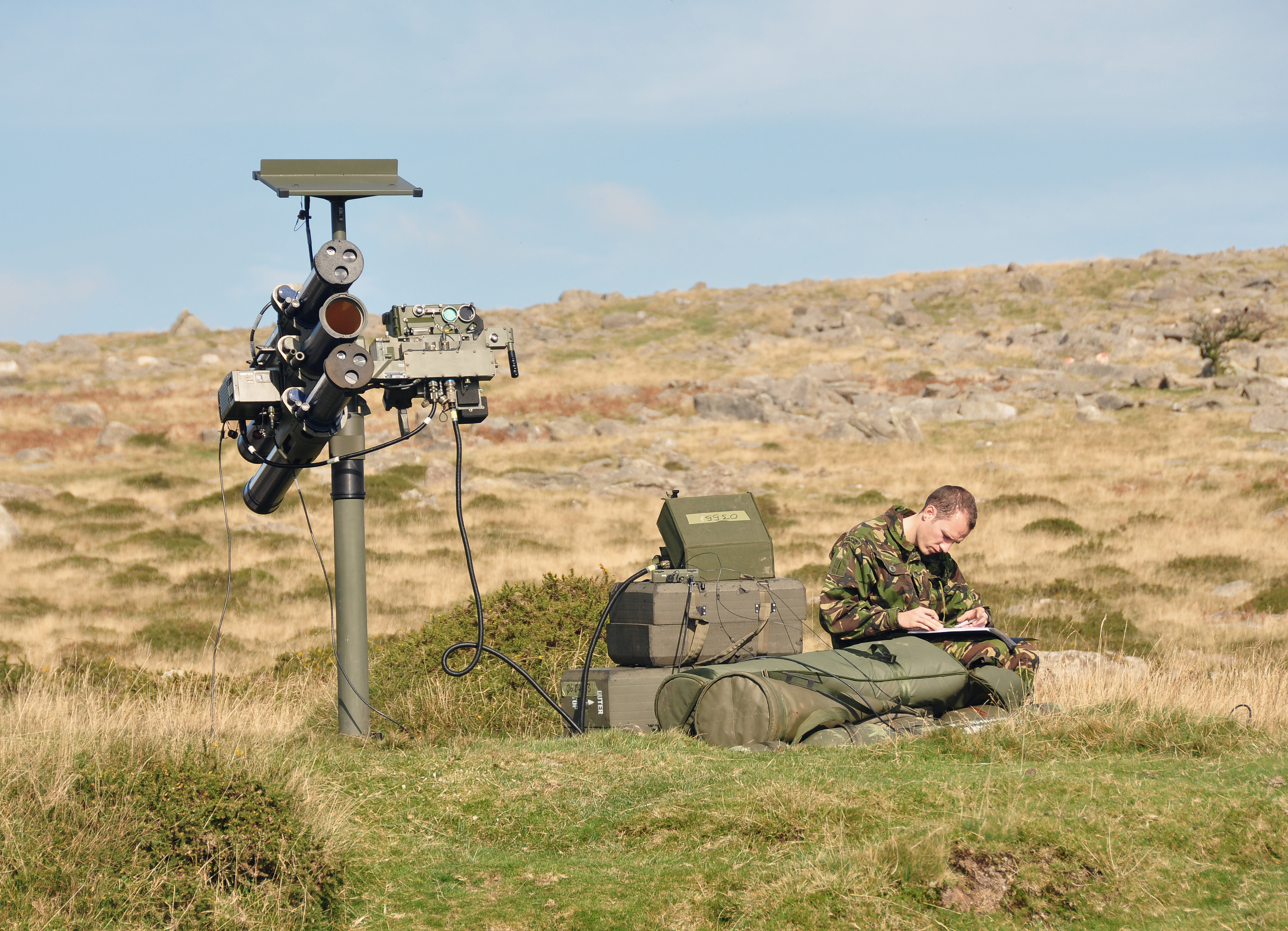
Вогнева позиція ПЗРК «Старстрік LML» на навчаннях в Дартмурі, Англія.

### Україна
Окрім ПЗРК Starstreak, Україна отримала від Великої Британії Stormer HVM та «сотні ракет» до них.